# Алексидзе, Мераб Александрович
Мераб Александрович Алексидзе (груз. მერაბ ალექსანდროვიჩ ალექსიძე; 1930—1993) — советский и грузинский учёный в области геофизики, доктор физико-математических наук (1957), профессор (1959), академик АН Грузинской ССР (1988). Лауреат Государственной премии Грузии по науке и технике (1994, посмертно).

## Биография
Родился 7 ноября 1915 года в Тбилиси.
С 1950 по 1955 год обучался на физико-математическом факультете Тбилисского государственного университета, который окончил с отличием. С 1955 по 1958 год обучался в аспирантуре Института точной механики и вычислительной техники АН СССР. 
С 1958 года на научно-исследовательской работе в Вычислительном центре имени Н. И. Мусхелишвили АН Грузинской ССР в качестве младшего, старшего и ведущего научного сотрудника, руководителя отдела вычислительной геофизики.
С 1978 по 1993 год на научной работе в Институте геофизики АН Грузинской ССР — НАН Грузии в качестве профессора и заместителя директора этого института, где под его руководством был создан вычислительный центр, с 1982 по 1992 год — директор этого института, с 1992 по 1993 год — главный научный сотрудник этого института.

### Научно-педагогическая деятельность и вклад в науку
Основная научно-педагогическая деятельность М. А. Алексидзе была связана с вопросами в области геофизики и математической физики, занимался исследованиями в области теоретической и прикладной гравиметрии редукция силы тяжести, под его руководством был разработан алгоритм определения компонентов трехмерного тензора деформации на основе геодезических наблюдений, учёта гравитационного эффекта термического разуплотнения недр Земли, а так же алгоритм по созданию программы распределения гипо- и эпицентров кавказских землетрясений. М. А. Алексидзе являлся — членом секции «Теоретическая и вычислительная геофизика»  Научного совета по геофизическим методам разведки АН СССР, а так же членом международных организаций — Европейского союза наук о Земле и Международного геодезического и геофизического союза. 
В 1958 году защитил кандидатскую диссертацию по теме: «Исследование некоторых вопросов решения граничных задач методом конечных разностей и полной автоматизации решения задачи Дирихле для уравнений Лапласа и Пуассона», в 1965 году защитил докторскую диссертацию на соискание учёной степени доктор физико-математических наук по теме: «Исследование некоторых вопросов редукции силы тяжести». В 1959 году ВАК СССР ему было присвоено учёное звание профессор. В 1982 году был избран член-корреспондентом, а в 1988 году — действительным членом  АН Грузинской ССР.  М. А. Алексидзе было написано более ста шестидесяти научных работ, в том числе монографий, под его руководством было подготовлено шесть докторских и восемнадцать кандидатских диссертаций.

### Общественно-политическая деятельность
С 1991 по 1992 год являлся членом Государственного Совета Грузии. С 1990 года являлся председателем Центральных избирательных комиссий Национального Конгресса Грузии и с 1992 по 1993 год Республики Грузия. 

## Основные труды
- Исследование некоторых вопросов решения граничных задач методом конечных разностей и полной автоматизации решения задачи Дирихле для уравнений Лапласа и Пуассона. - Москва, 1958. - 124 с.
- Редукция силы тяжести / Акад. наук Груз. ССР. Вычислит. центр. - Тбилиси : Мецниереба, 1965. - 256 с.
- Универсальная программа разностного решения задачи Дирихле для уравнения Пуассона с помощью формул повышенной точности / М. А. Алексидзе, К. В. Пертая. - Тбилиси : Мецниереба, 1969. - 314 с.
- Вычисление коэффициентов ортонормализации методом Шмидта / М. А. Алексидзе, Н. М. Арвеладзе. - Тбилиси : Мецниереба, 1971. - 40 с.
- Решение граничных задач методом разложения по неортогональным функциям. - Москва : Наука, 1978. - 351 с.
- Решение некоторых основных задач гравиметрии / М. А. Алексидзе. - Тбилиси : Мецниереба, 1985. - 411 с.
- Приближенные методы решения прямых и обратных задач гравиметрии / М. А. Алексидзе. - Москва : Наука, 1987. - 333 с.
- Фундаментальные функции уравнений математической физики в приближенных решениях граничных задач / М. А. Алексидзе. - [2-е изд.]. Ч. 1. - Тбилиси : Изд-во Тбил. ун-та, 1989. - 410 с. ISBN 5-511-00074-4
- Решение некоторых основных прямых и обратных задач сейсмологии / М. А. Алексидзе; АН ГССР, Ин-т геофизики. - Тбилиси : Мецниереба, 1990. - 428 с.  ISBN 5-520-00267-3
- Фундаментальные функции в приближенных решениях граничных задач / М. А. Алексидзе. - М. : Наука, 1991. - 351 с. ISBN 5-02-014251-4[5]

## Награды
- Государственная премия Грузии по науке и технике (1994, посмертно — за цикл работ «Разработка и реализация гравиметрических методов для решения геофизических, геологических и инженерных задач»)[2][3]